# Église Notre-Dame de Guebwiller
Pour les articles homonymes, voir Église Notre-Dame et Notre-Dame.
L'église Notre-Dame de Guebwiller est une ancienne collégiale construite au XVIIIe siècle dans la commune de Guebwiller (Haut-Rhin). Il s'agit de l'une des plus imposantes constructions religieuses de style néo-classique dans le Nord-Est de la France. Elle est construite en grès rose, matériau typique de la région.
Cette église fait l’objet d’un classement au titre des monuments historiques depuis 1841.

## Historique

### Transfert de l'abbaye de Murbach à Guebwiller
L'abbaye de Murbach a atteint son apogée au XIIe siècle. Elle a des possessions de part et d'autre du Rhin ainsi qu'en Suisse où elle a fondé la ville de Lucerne en 1178. Guebwiller, à l'entrée de la vallée de la Lauch, a été la capitale des possessions territoriales de l'abbaye de Murbach. La Régence de Guebwiller est le symbole de la supériorité territoriale et des pouvoirs de haute-justice du prince-abbé. À partir du XIIIe siècle, les abbés de Murbach qualifiés de prince-abbés de Murbach vont faire réduire leurs possessions à la Haute-Alsace. La communauté monastique est passée de quatre-vingt moines à l'époque carolingienne à une douzaine au XVIIe siècle, tous issus de la noblesse locale. Il faut seize quartiers de noblesse pour être reçu à Murbach. Les moines ne mènent plus une vie monacale conforme à la règle de saint Benoît. Ils ne souhaitent plus vivre dans un vallon isolé. Par un arrêt du 9 août 1680, à la demande de Louis XIV, le conseil d'Alsace réunit au royaume une partie de l'Alsace dont Guebwiller. Le pouvoir royal va exercer une tutelle de plus en plus stricte sur la Régence de Guebwiller. Un climat d'insubordination s'installe à l'intérieur du chapitre de Murbach en 1698 à la suite de la compétition de plusieurs personnes pour le siège de prince-abbé de Murbach. En 1700, le prince-abbé Philippe-Eberhard de Löwenstein-Wertheim-Rochefort décide de relever de ses ruines la résidence principale des princes-abbés, le château de Neuenburg à Guebwiller, entre 1700 et 1718. C'est sous son successeur, en 1720, Célestin de Beroldingen que l'abbaye impériale de Murbach déménage à Guebwiller.
Le 21 novembre 1726, après la décision de reconstruire les bâtiments monastiques sur plans attribués à Giovanni Gaspari Bagnato dit Jean de Milan, puis par Louis de Cormontaigne après 1729, les religieux s'installent à Guebwiller. Le 25 septembre 1727, le prince-abbé pose la première pierre du nouveau monastère de Murbach. En 1738, le chapitre de Murbach décide de détruire la nef de l'abbatiale de Murbach en prétextant sa reconstruction. Ces travaux sont arrêtés en 1739. La majorité du chapitre est favorable à l'installation à Guebwiller. Le 12 juillet 1738, les religieux reprennent la célébration de l'office et la vie régulière au château de Guebwiller. Retour à Murbach de tous les capitulaires, en 1742.
Par le bref du 12 janvier 1759 du pape Clément XIII, l'abbaye impériale et princière de Murbach est officiellement transférée dans la ville de Guebwiller. L'abbaye est sécularisée par des bulles du 11 août 1764 fulminées le 18 décembre par l'official de l'évêché de Bâle. La communauté religieuse est transformée en chapitre équestral. Les bulles et fulmination sont confirmées par les lettres-patentes de Louis XV en avril 1765 enregistrées par le Conseil souverain d'Alsace le 14 mai suivant.

### Construction de l'église Notre-Dame
Le prince-abbé Dom Léger de Rathsamhausen engage alors la construction d'une nouvelle église abbatiale. Il confie d'abord la construction à l'ingénieur et architecte Jean Querret qui venait de reconstruire l'abbatiale Saint-Martin de Lure à partir de 1741. C'est probablement lui qui propose Louis Beuque comme architecte.

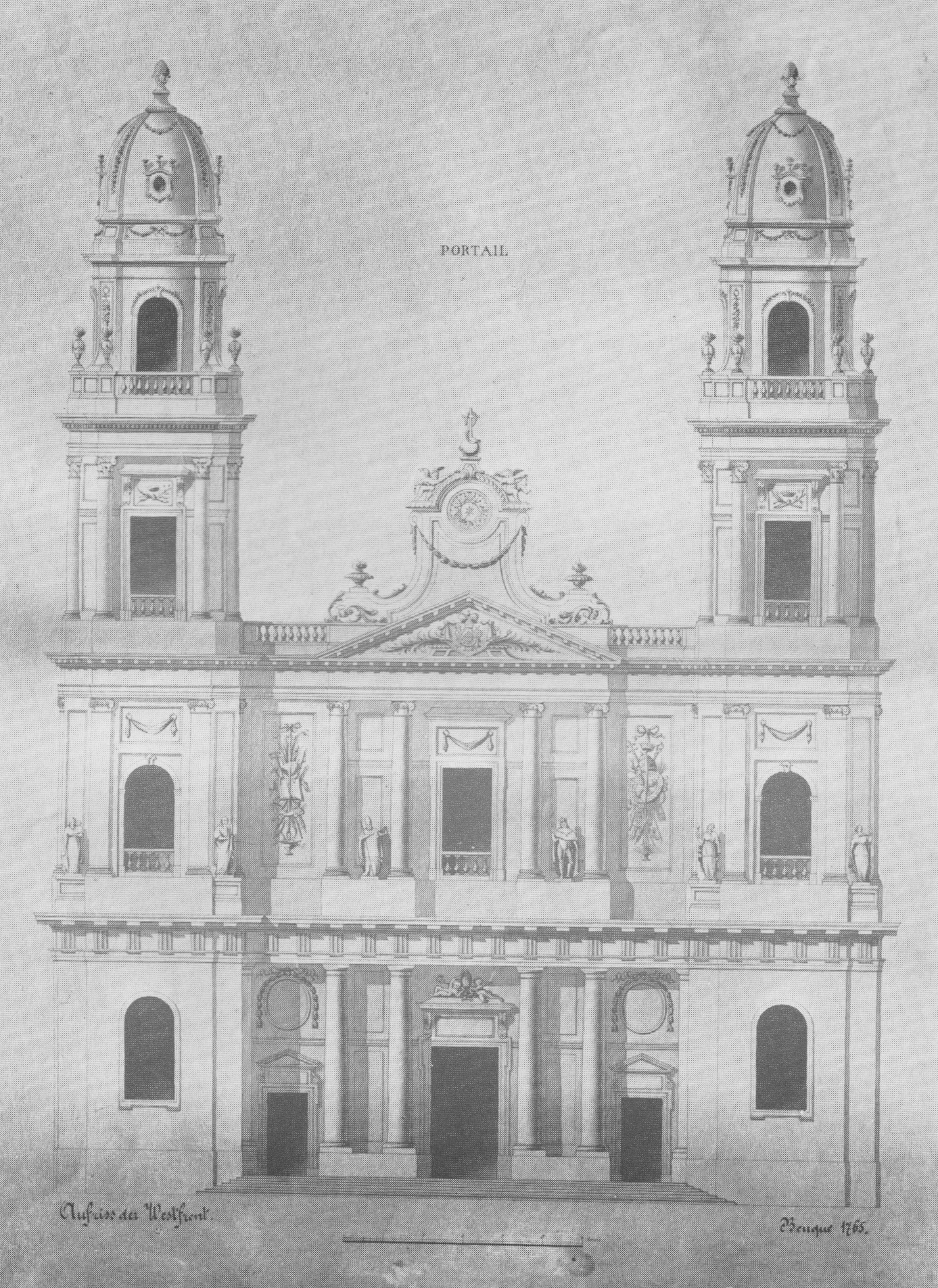
Louis Beuque : plan de l'élévation de la façade (copie).

Louis Beuque présente un premier projet le 9 juillet 1760 qui est refusé par le chapitre qui ne le trouvait pas assez moderne. Un nouvel accord est passé entre Louis Beuque et le chapitre le 10 janvier 1761 . Il soumet une vue en plan, des coupes longitudinale et transversale et une élévation latérale le 1er mai suivant qui sont acceptées. Un contrat est passé le 24 avril 1762 par lequel Louis Beuque s'engage à fournir les plans d'exécution et à venir sur le site de construction trois fois par an. Les travaux commencent pendant le second semestre, mais Beuque est mécontent de leur exécution et obtient en mai 1763 de les diriger lui-même en tant qu'appareilleur. Des critiques s'élèvent contre les travaux entrepris par Beuque dans la construction des maisons canoniales par Gabriel Ignace Ritter. Ces critiques sont réfutées par l'architecte de l'évêché de Bâle, Pierre-François Pâris. Malgré l'opposition du chanoine franc-comtois chargé de l'inspection des travaux, Bouzier de Rouveroye, et du prince-abbé, la majorité du chapitre a décidé de retirer à Louis Beuque la charge d'appareilleur le 11 octobre 1767 pour la confier à Ritter. Le 2 janvier 1768, le chapitre décide d'arrêter les travaux qui sont arrivés au niveau des chapiteaux de la nef. Le Conseil souverain d'Alsace nomme une commission d'experts à la demande du chapitre. Les conclusions de la commission sont défavorables à Beuque. En décembre 1767, Louis Beuque annonce au chapitre la venue de Jacques-François Blondel
Le chapitre le congédie le 4 mai 1768. Pour se défendre, Louis Beuque présente les plans de l'église à l'Académie royale d'architecture dans sa séance du 8 août 1768 qui se montre « contente de la disposition générale du projet ». Le chapitre fait examiner de nouveau le chantier par d'autres architectes. À la suite de leurs rapports, le renvoi de Louis Beuque est confirmé le 11 novembre. Le chapitre décide d'en appeler à son tour à l'Académie royale d'architecture le 4 avril 1769. L'Académie est saisie le 29 juin et nomme une commission composée de Michel-Jean Sedaine, Jean-Michel Chevotet, François Franque et Maximilien Brébion. Le 21 août, les commissaires font approuver leurs conclusions critiques et leurs recommandations par l'Académie. Le prince-abbé qui avait soutenu Louis Beuque s'incline devant cet avis. La principale erreur de Louis Beuque semble avoir été une importante sous-estimation du devis.
Les travaux reprennent en 1770 sous la direction de Gabriel Ignace Ritter conformément aux plans de son prédécesseur après deux ans d'arrêt. La charpente est posée en 1773. Après un arrêt, la façade reçoit son couronnement en 1778. Les voûtes sont réalisées l'année suivante. Sauf les tours, le gros-œuvre est achevé en 1779. Les six années suivantes seront consacrées à l'ameublement et à la décoration de l'édifice, dans un style mariant l'art classique français et l'art baroque germanique, Ritter et Fidèle Sporer. Fidèle Sporer a réalisé entre 1780 et 1783 l'Assomption de la Vierge dans le chœur. Le maître-autel est mis en place.
L'église abbatiale, devenue église collégiale équestrale et princière en 1764 lors de la sécularisation de l'abbaye, reçoit sa consécration solennelle le 7 septembre 1785 par l'évêque de Bâle.
En 1792, l'église collégiale devient église paroissiale de Guebwiller et en 1803, une partie du riche mobilier de la vieille église Saint-Léger y est déplacé.
L'abbé Charles Braun a conçu l'idée de continuer la construction de l'église Notre-Dame en construisant les deux tours. N'ayant pas les fonds nécessaires, il fait appel à la générosité publique en formant un comité en 1842. Au cours de la séance du conseil municipal du 3 novembre 1843, un de ses membres l'informe qu'un comité s'est formé pour entreprendre l'achèvement de l'église. Il a demandé et obtenu son concours en faisant valoir la nécessité d'avoir un clocher. Le conseil municipal vote la somme de 30 000 francs. Une souscription publique est ouverte rapportant la somme de 45 496,85 francs. Les plans de quatre architectes sont présentés au cours de la séance du 20 avril 1843 du conseil municipal. La conseil municipal choisi le plan de Caillot, architecte à Colmar. Le devis se monte à 105 000 francs. Le conseil municipal fait appel au conseil général et au gouvernement pour compléter les fonds nécessaires. Le Ministère de l'Intérieur donne son accord au projet mais n'autorise que la construction d'une tour tant que la totalité des sommes n'est pas réunie. L'adjudication a lieu à l'hôtel de la préfecture, à Colmar, le 11 janvier 1844. Les travaux de construction de la première tour sont attribués à l'ingénieur François-Jacques Grün (1824-1853), le 15 janvier 1844 pour la somme de 51 052,39 francs. La première pierre est posée le 20 juillet 1844 par l'archevêque de Strasbourg. Le 4 novembre 1845, le plan est complété par l'adjonction d'un escalier dans la tour qui n'avait pas été pris en compte dans le devis. La réception provisoire de la tour est faite le 6 juillet 1846. L'architecte Caillot envoie son mémoire définitif au maire le 21 novembre 1846 se montant à 52 872,37 francs. L'entrepreneur J. B. Specht a enlevé les six cloches qui avaient été installées dans un petit clocheton se trouvant à l'angle sud de l'église pour les installer dans le nouveau clocher. Il a aussi installé l'horloge au sommet du clocher. Le total des dépenses pour la construction de la tour nord s'est élevé à 60 448,91 francs. La tour sud n'a pas été réalisée.
Pour l'historien allemand Franz Xaver Kraus, l'église de Guebwiller est une des meilleures œuvres d'architecture de style rococo.

## Protection
L'église a été classée au titre des monuments historiques le 1er octobre 1841,.

## Décoration et ameublement
L'église Notre-Dame impressionne par ses dimensions mais aussi par la richesse de sa décoration stuquée, dont l'Assomption du chœur, qui s'élève sur dix-sept mètres. Elle abrite également de remarquables boiseries, œuvres du sculpteur allemand Fidèle Sporer. On peut aussi y admirer de nombreux tableaux des XVIIIe et XIXe siècles.
La tour contient quant à elle cinq cloches dont la plus grande pèse plus de trois tonnes. Deux des cloches datent de 1718.

## Orgue
L'édifice abrite un orgue grandiose, dont le buffet a été installé en 1785 par le facteur d'orgues de Dijon Joseph Rabiny (1732-1813) qui s'est installé deux ans plus tard à Rouffach. Sa fille aînée Marguerite s'est mariée avec François Callinet, contremâitre qui a rejoint l'entreprise de son beau-père en 1798. François Callinet a réparé l'orgue Rabiny en 1803. L'orgue a été de nouveau réparé en 1860 par les facteurs mosellans Georges et Nicolas Verschneider, et encore en 1878 par les facteurs alsaciens Stiehr. La partie instrumentale est reconstruite en 1908 dans le buffet de l'orgue Rabiny par le facteur parisien Charles Mutin, un ancien employé d'Aristide Cavaillé-Coll qui avait repris son entreprise en 1898. L'instrument, de très grande qualité, comprend 45 jeux,,,,. L'orgue a été réparé en 1946 par Georges Schwenkedel, en 1966, par son fils Curt, Richard Dott, en 1996, et par la maison Mühleisen, en 2016.
L'orgue est en très mauvais état et une réparation de fond s'impose. En attendant les travaux, la paroisse s'est dotée d'un conservateur d'orgue, Thierry Mechler.

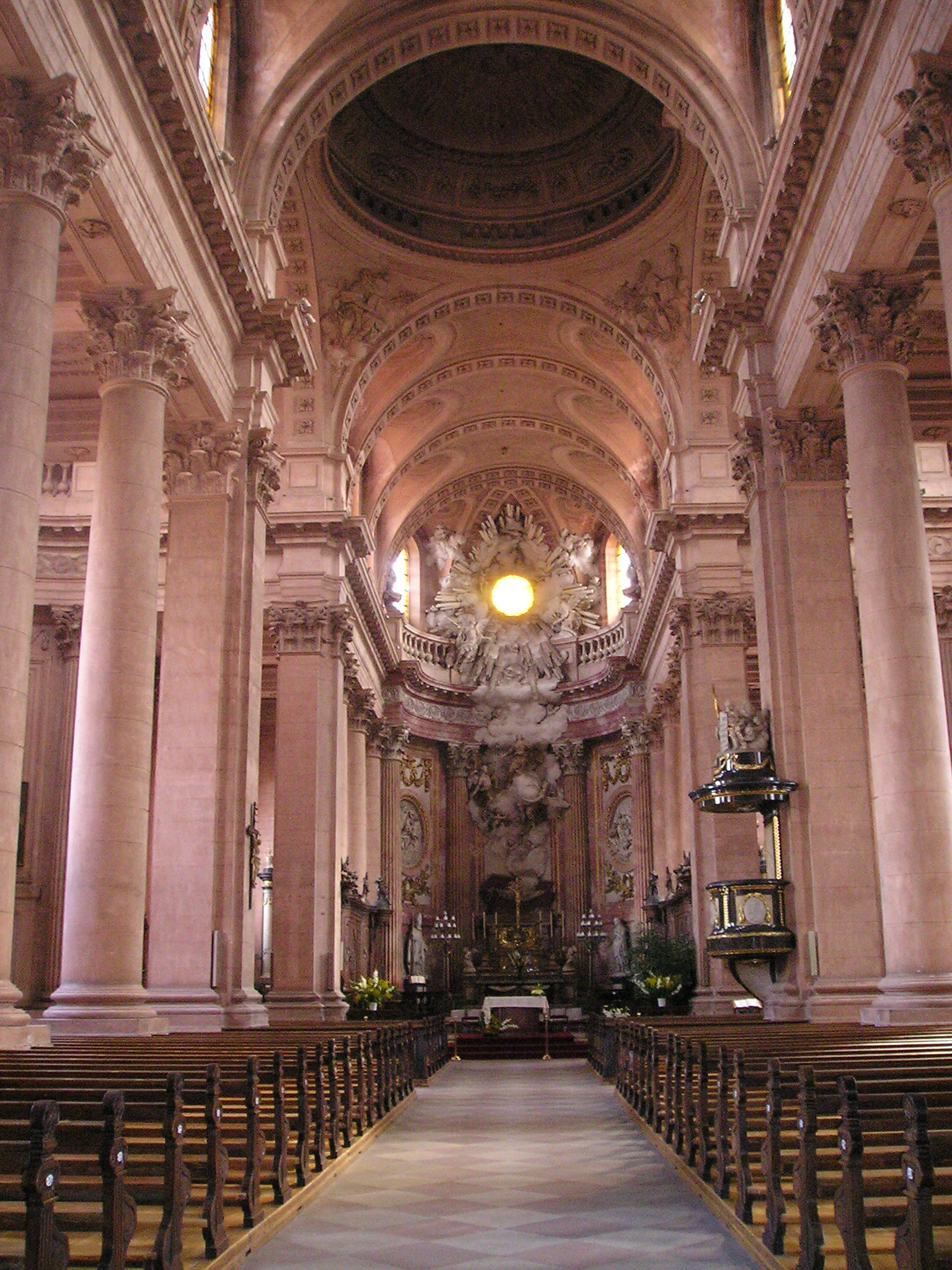
Intérieur de Notre-Dame de Guebwiller.
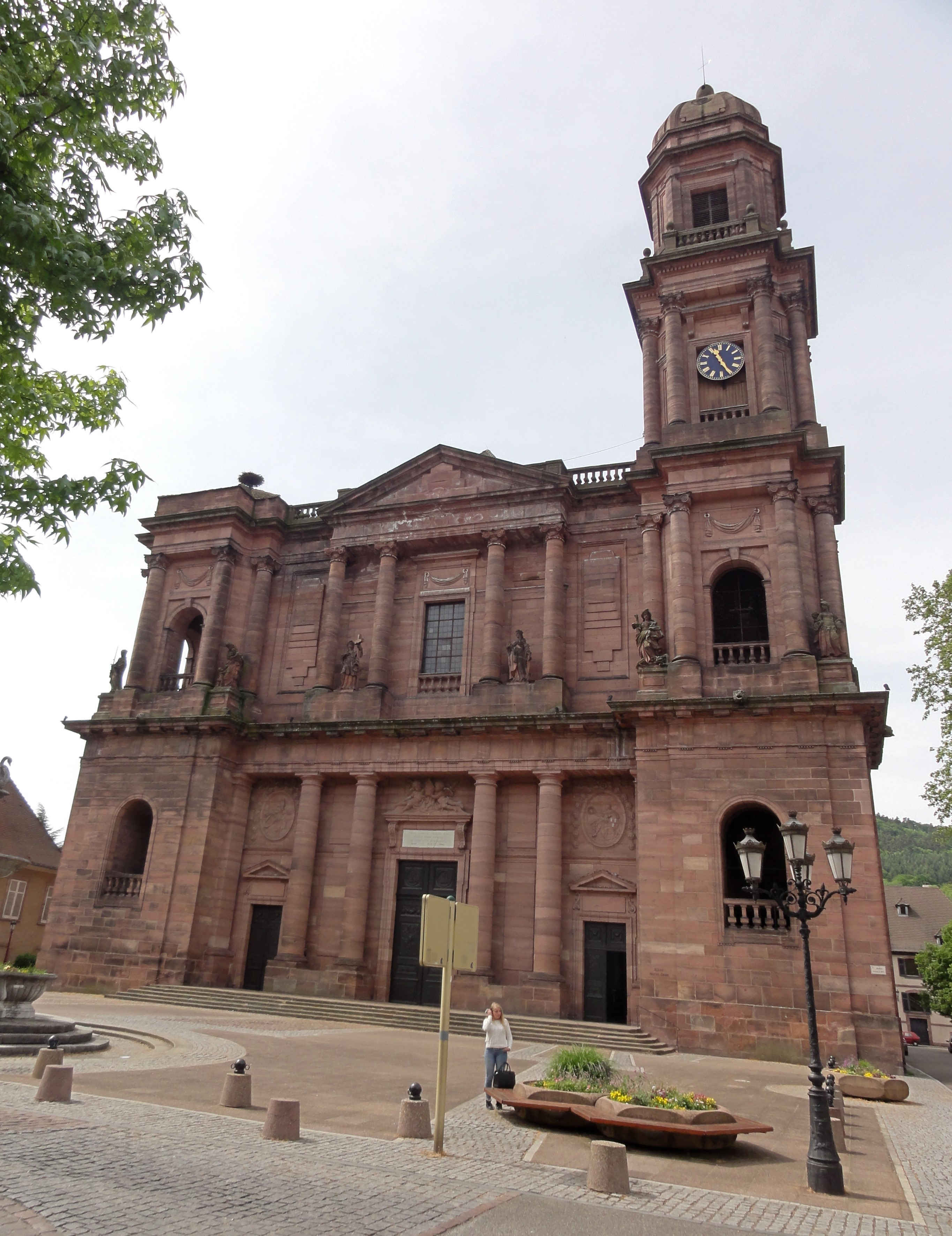
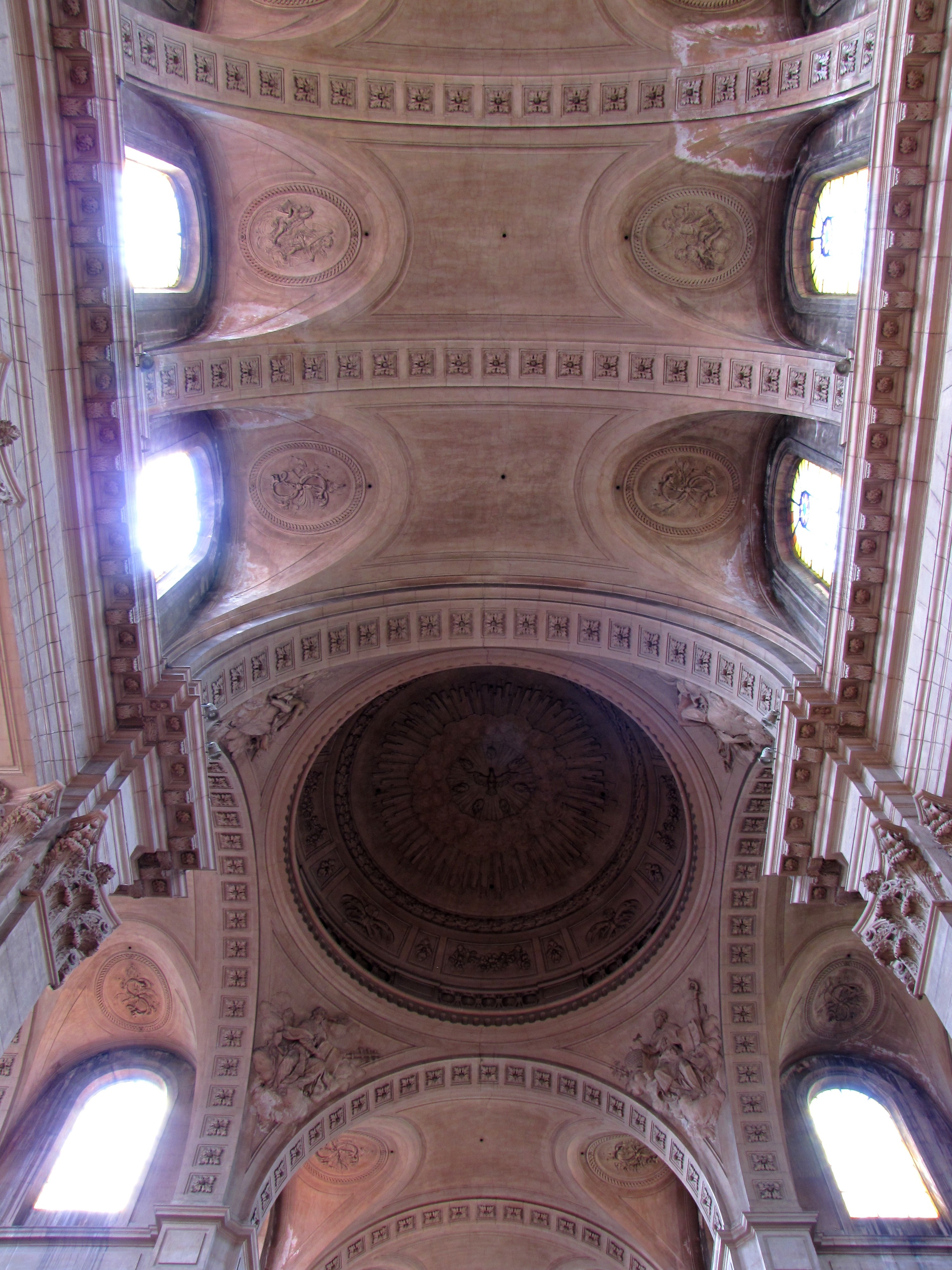
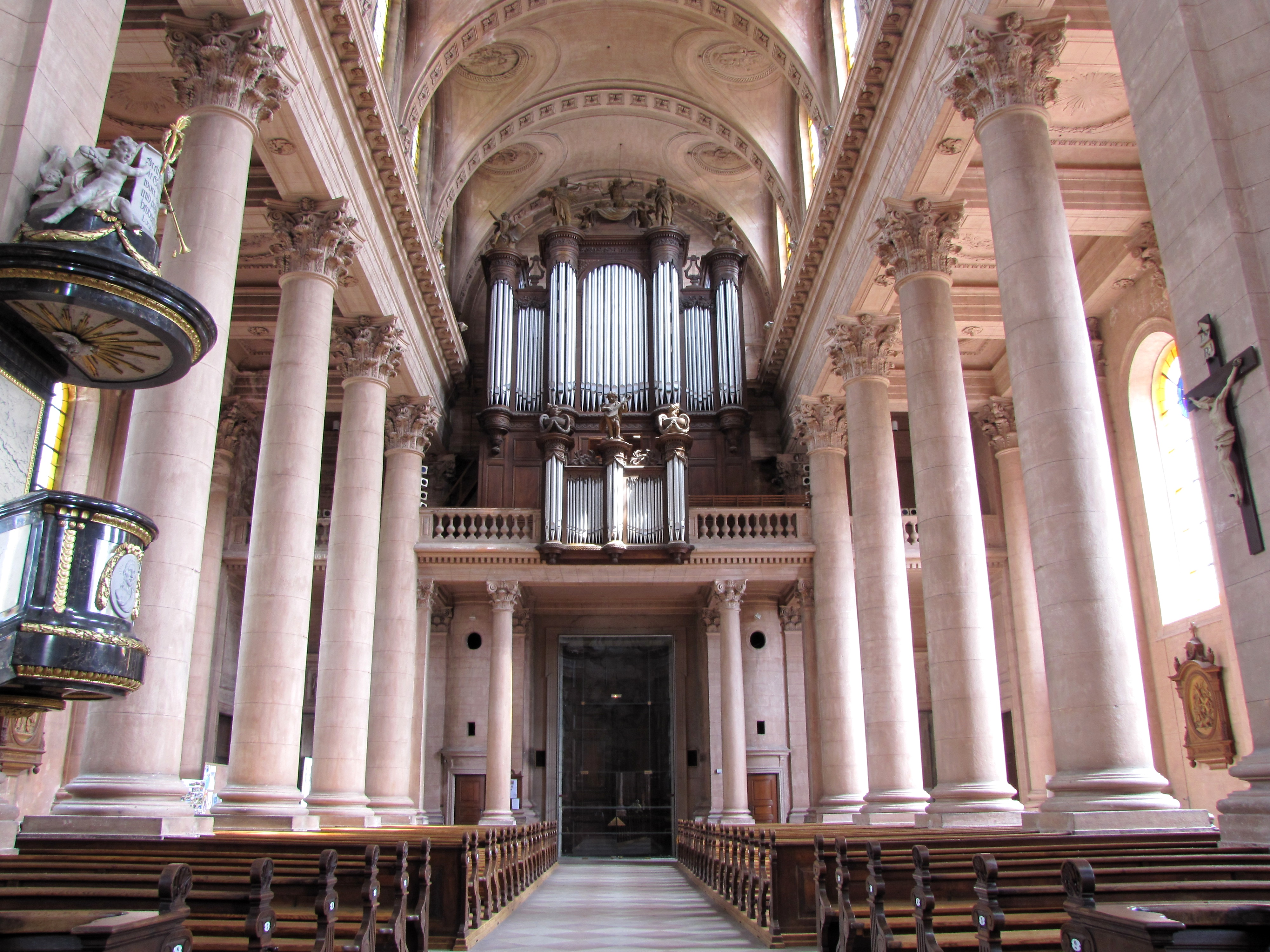
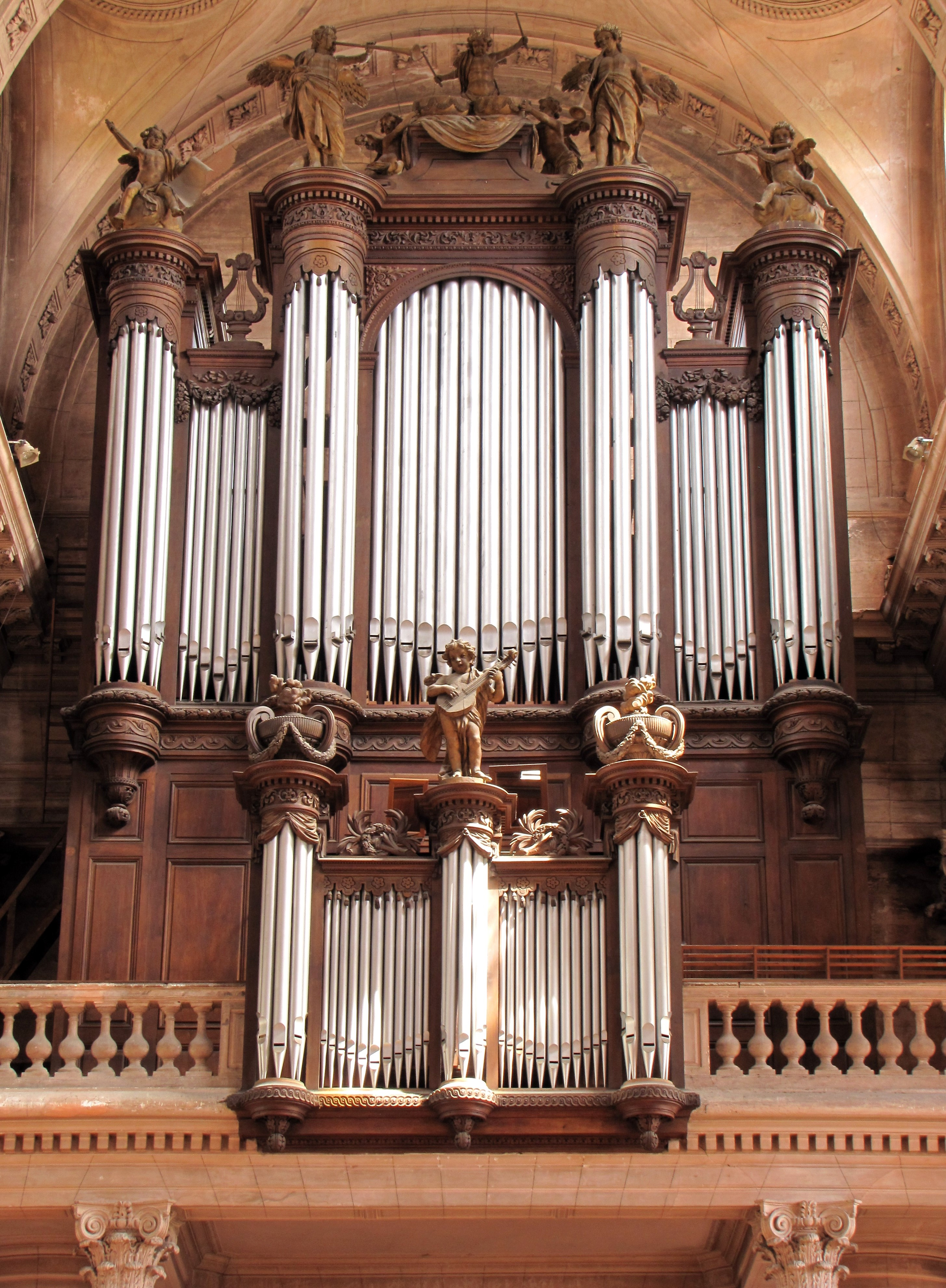
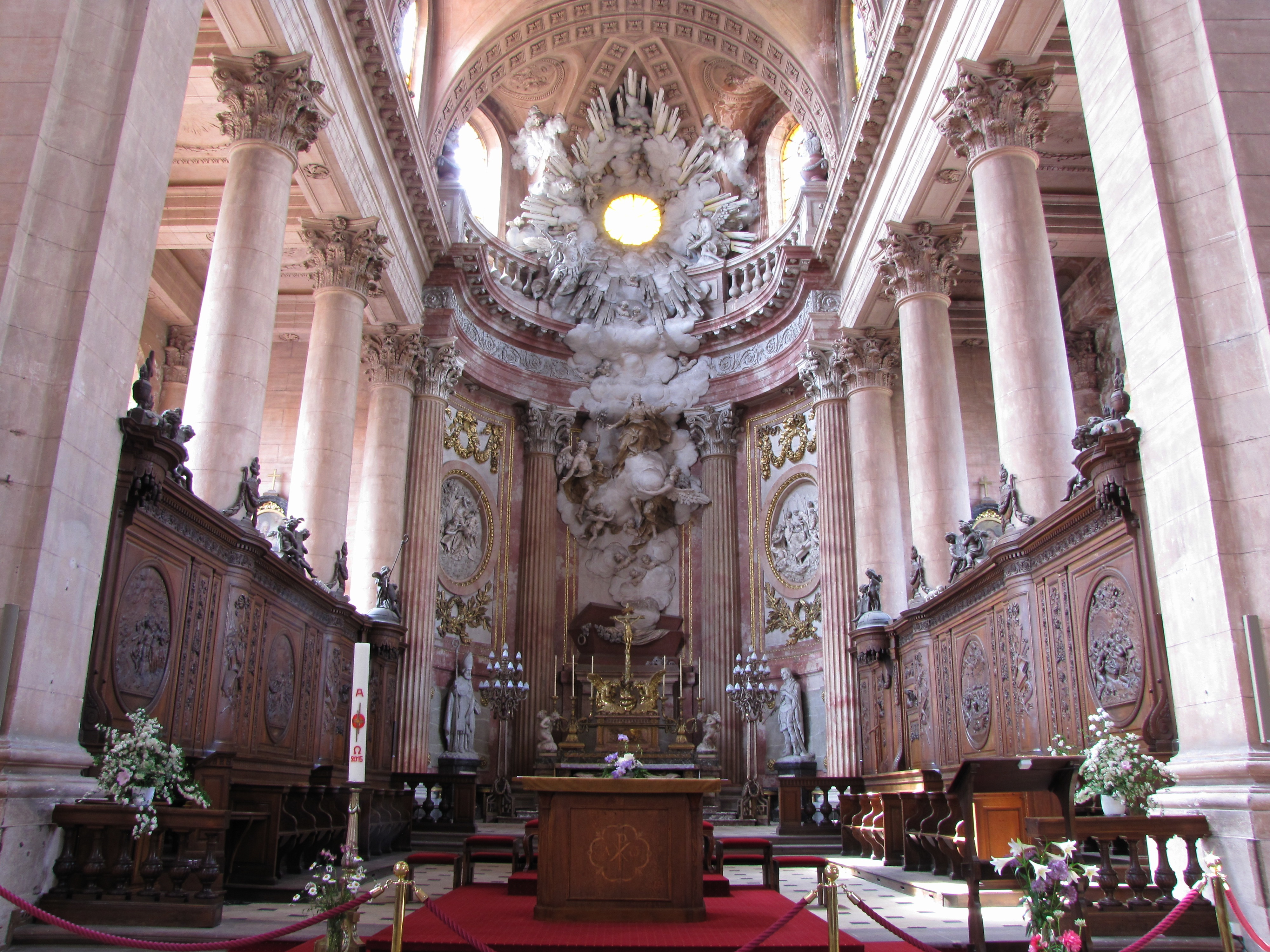
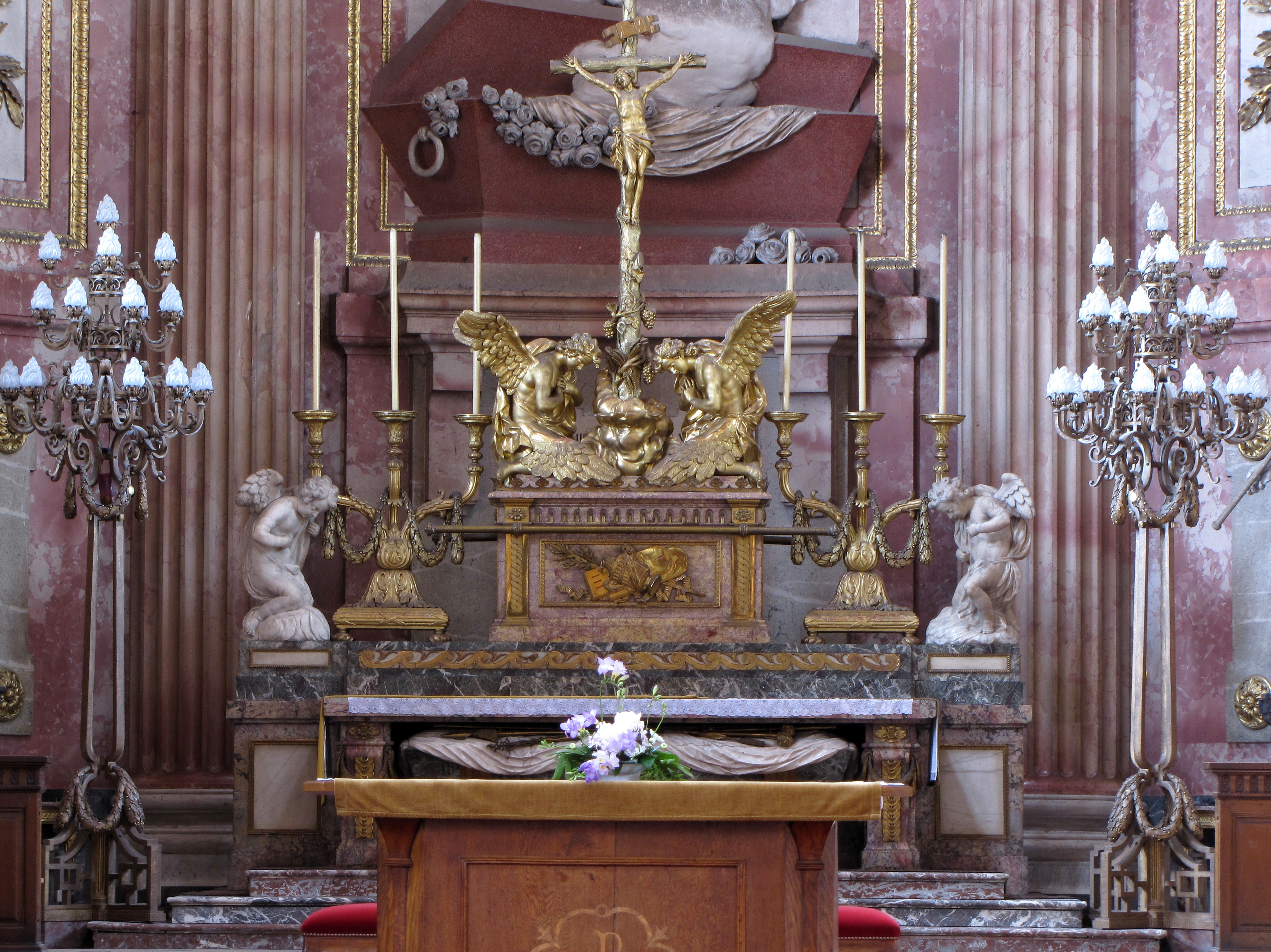
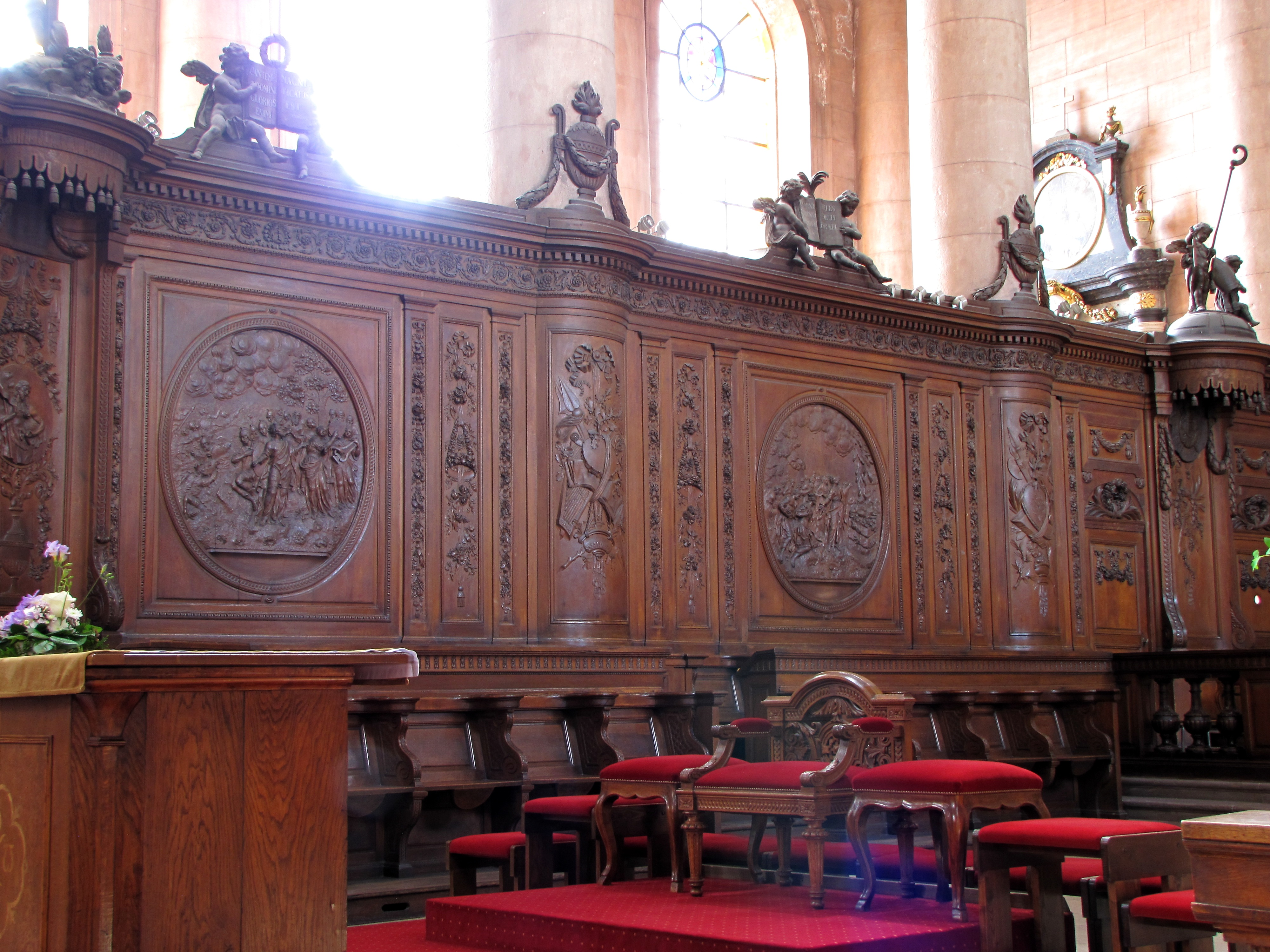
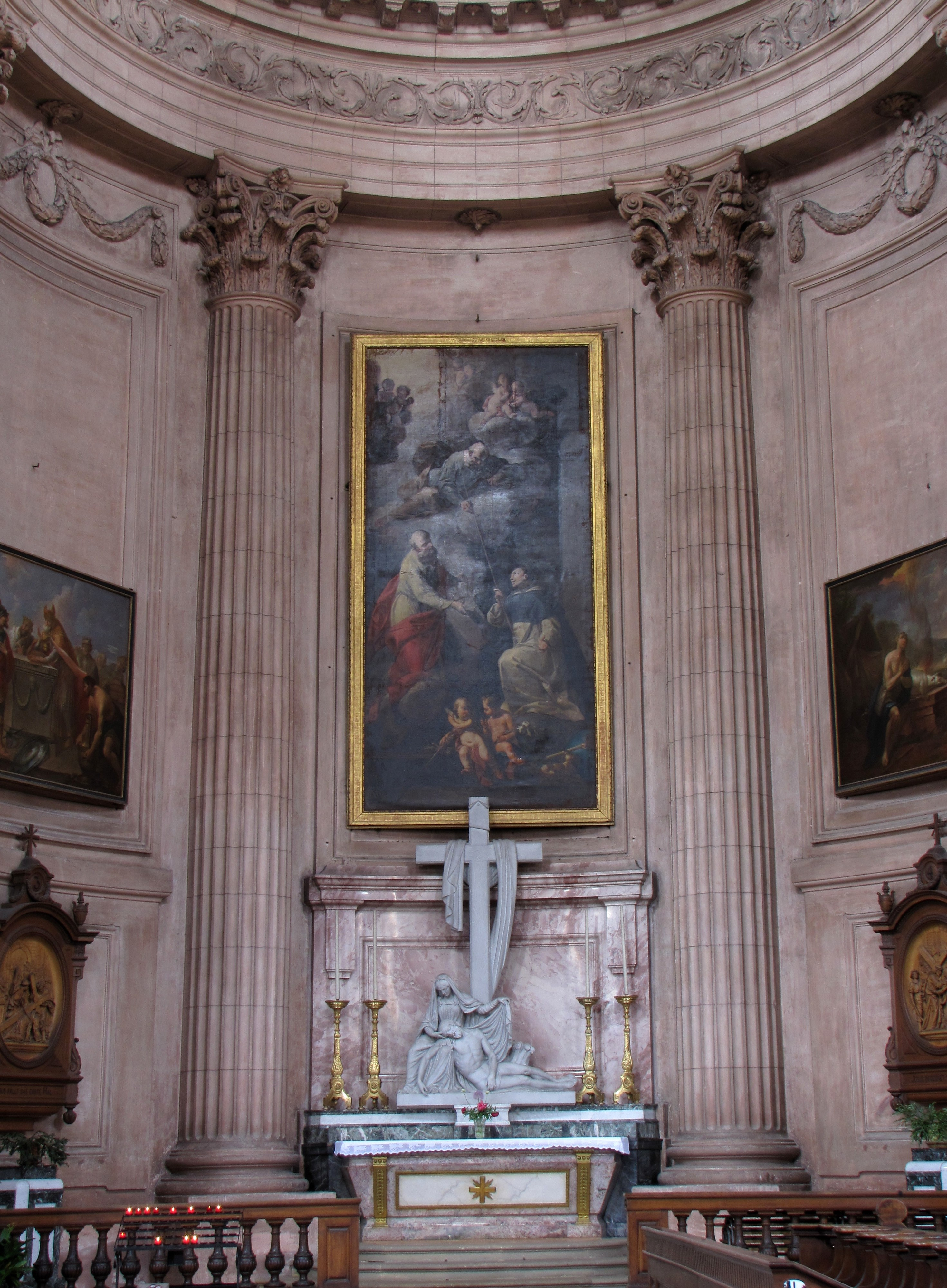
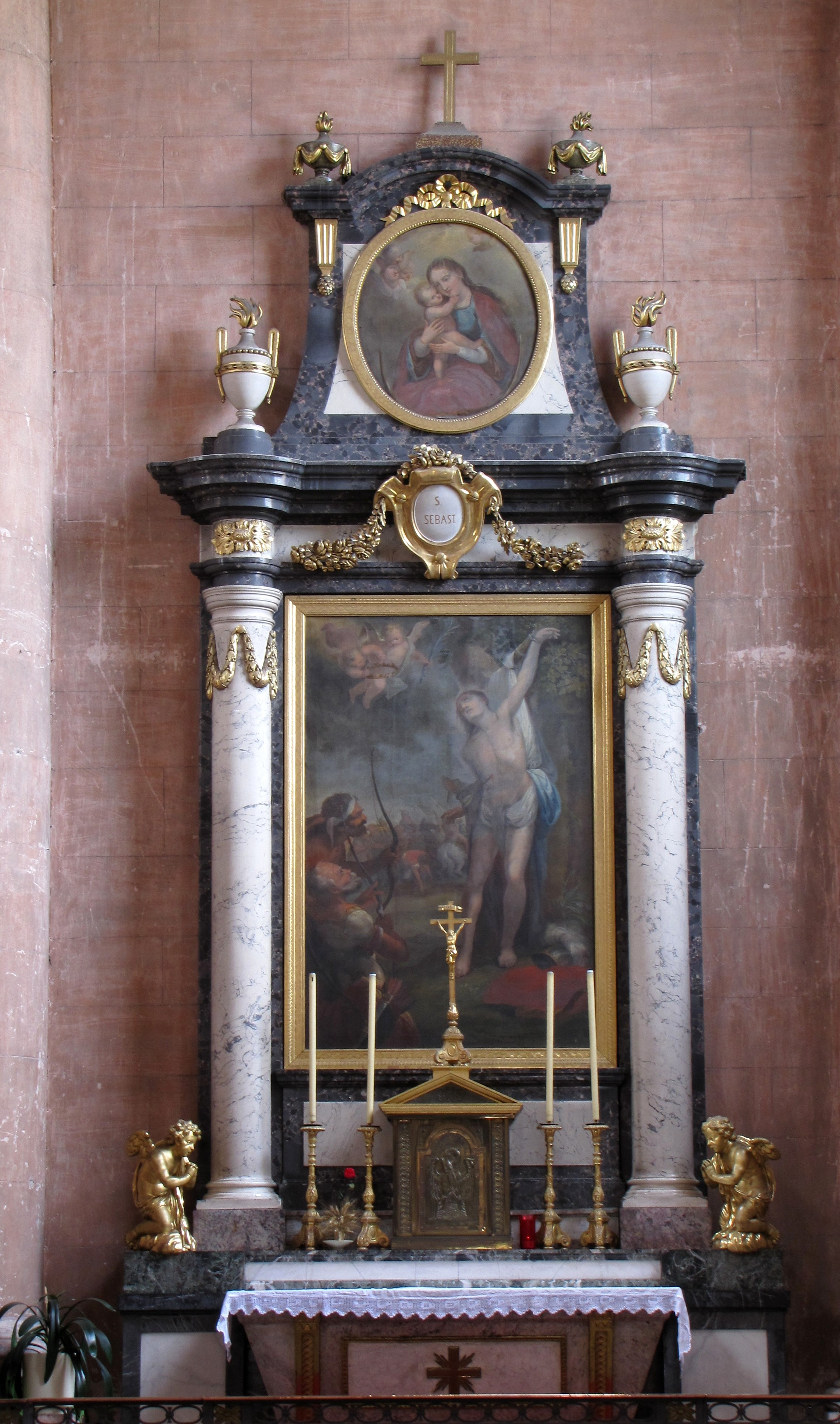
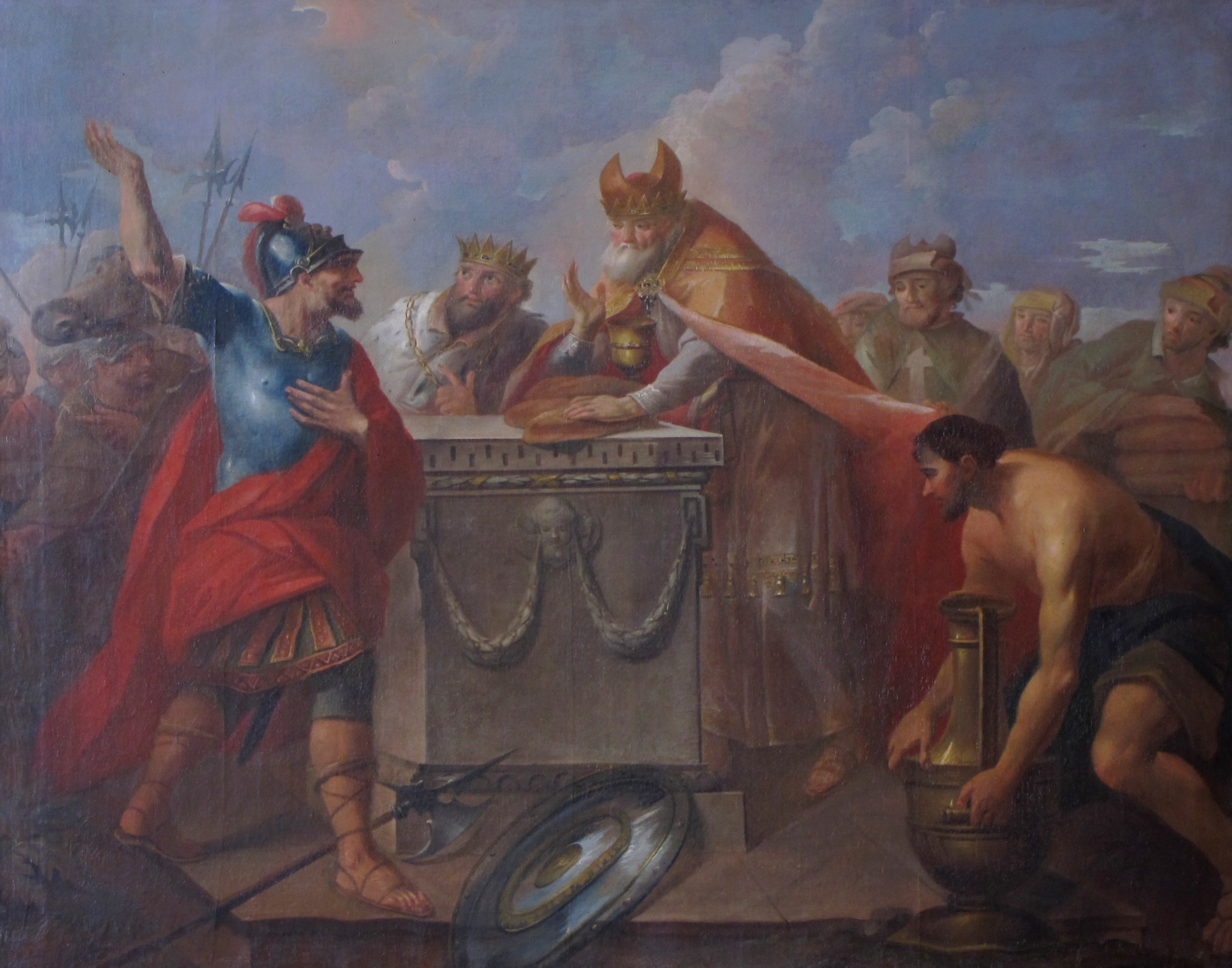

### Sources et bibliographie
- Abbé Philippe-André Grandidier, « Église équestrale de Gebwiller », Revue d'Alsace, t. 18,‎ 1867, p. 145-155 (lire en ligne)
- Charles Wetterwald, « La construction du clocher de l'église Notre-Dame de Guebwiller », Revue d'Alsace, t. LXXXI,‎ 1934, p. 495-502 (lire en ligne)
- J. Davatz, Die Liebfrauenkirche zu Gebweiler, Berne 1974
- Roger Lehni, « L'église Notre-Dame de Guebwiller », dans Congrès archéologique de France. 136e session. Haute-Alsace. 1978, Paris, Société française d'archéologie, 1982 (lire en ligne), p. 284-299
- Dominique Toursel-Harster, Jean-Pierre Beck, Guy Bronner, Dictionnaire des monuments historiques d’Alsace, Strasbourg, La Nuée Bleue, 1995, 663 p. (ISBN 2-7165-0250-1)Guebwiller, pp. 143 à 149